# Graphium arycles
Graphium arycles är en fjärilsart som först beskrevs av Jean Baptiste Boisduval 1836.  Graphium arycles ingår i släktet Graphium och familjen riddarfjärilar. Inga underarter finns listade i Catalogue of Life.

## Bildgalleri

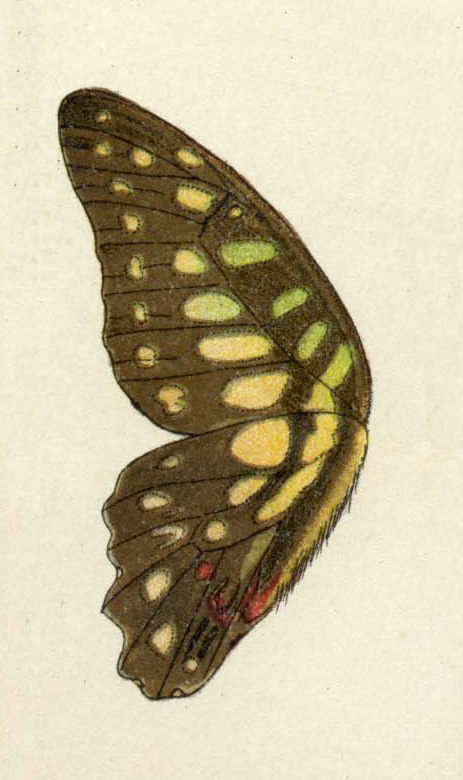